# Jazz Composer’s Orchestra
Das Jazz Composer’s Orchestra war eine Avantgarde-Jazz-Formation, die im Jahr 1965 in New York City gegründet wurde. Carla Bley und Michael Mantler waren wichtige Organisatoren der Gruppe. Seine Ursprünge liegen in der Jazz Composers Guild, einer von Bill Dixon und weiteren Musikern gegründeten Organisation.

## Jazz Composers Guild
Die Musikervereinigung Jazz Composers Guild wurde in Folge einer Konzertreihe gegründet, die Bill Dixon 1964 unter dem Titel October Revolution in Jazz im Cellar Cafe auf New Yorks Ninety-Sixth Street organisiert hatte, u. a. mit Sun Ra, Archie Shepp, Cecil Taylor, Ornette Coleman, Albert Ayler, Milford Graves und Giuseppi Logan. Vier Tage lang fanden dort Konzerte und Diskussionsveranstaltungen zum Thema „New Thing“ statt. Als Konsequenz aus der Veranstaltungsreihe gründete Dixon mit anderen Musikern die Guild, deren Ziel es war, den Musikern und Komponisten bessere Arbeits- und Verdienstmöglichkeiten für Free Jazz Musiker zu schaffen; so „sollte die Guild jede Art von Vertragsverhandlungen für die Mitglieder übernehmen, und so der einzelne Musiker nicht mehr den Unwägbarkeiten und dem Konkurrenzdruck des Marktes ausgeliefert sein.“
Vorgesehen war auch die Gründung eines Plattenlabels, was aber nicht realisiert wurde. Angesprochen wurden von Bill Dixon sowohl weiße als auch schwarze Musiker; Gründungsmitglieder waren dann neben Dixon Roswell Rudd, Jon Winter, Michael Mantler, Burton Greene, Paul und Carla Bley, Archie Shepp, Sun Ra, Cecil Taylor und John Tchicai. Erste Aktivitäten der Guild waren der Mitschnitt einer Reihe von vier Konzerten in der New Yorker Judson Hall im Dezember 1964 und wöchentliche Loft-Konzerte im Contemporary Center (im Tanzstudio von Edith Stephen über dem Village Vanguard).
„Die Guild scheiterte schon bald unter Last der ausgeprägt individualistischen und kreativen Egos“ seiner Mitglieder. Angeblich bewog das schlechte Management der Guild Archie Shepp, seine Promotion außerhalb der Gruppe zu organisieren. Die Guild bestand nur rund ein Jahr; bereits 1965 verließ Dixon die Vereinigung, nachdem George Wein eine Auswahl der Musiker als Jazz Composers Guild auf das Newport Jazz Festival eingeladen hatte (und Shepp, Taylor, Paul und Carla Bley sowie Mantler dort auch unter diesem Namen auftraten). Tatsächlich gibt es viele Hinweise darauf, dass die Guild nicht mit der Unterschiedlichkeit ihrer Mitglieder und ihrer (durch die soziale und ethnische Herkunft ebenso wie hinsichtlich Gender) unterschiedlichen ästhetischen Ansätze zurechtkam, wie Benjamin Piekut herausgearbeitet hat.
Cecil Taylor, der in seinen Erinnerungen auch Rassenspannungen in der Gruppe erwähnt, meinte rückblickend:

“That’s what the Jazz Composers’ Guild was all about. We had hoped to get together and to try to make conditions that were more the way we felt would benefit the musicians and, like, not necessarily the gangsters that we usually have to deal with.”

Zu den Verdiensten der Guild gehörte es, neue Veranstaltungsorte mit einer neuen Ästhetik etabliert zu haben.

## Jazz Composer’s Orchestra
Eine Big Band, die von Bley und Mantler gebildet und deren erste Platte ab Dezember 1964 aufgenommen wurde, existierte zunächst unter dem Namen des Jazz Composers Guild Orchestra. Nach dem Zusammenbrechen der Guild firmierte sie fortan als the Jazz Composer’s Orchestra. 1966 wurde auch eine gemeinnützige Organisation ins Leben gerufen, die Jazz Composers Orchestra Association Inc. (JCOA), die einerseits als Plattenlabel für dessen Tonträger fungierte, andererseits aber auch als Nachfolgerin der Jazz Composers Guild das Ziel verfolgte, neue Kompositionen für das Orchester zu beauftragen und zu präsentieren.
Zusätzlich entstand ein erster unabhängiger Schallplattenvertrieb, New Music Distribution Services.
Auf dem 1968 erschienenen Doppelalbum Communications wirkten die Solisten Cecil Taylor, Don Cherry, Roswell Rudd, Pharoah Sanders, Larry Coryell und Gato Barbieri mit.
Spätere Tonträger mit dem Orchester präsentierten Kompositionen von Carla Bley (Escalator over the Hill), Roswell Rudd, Clifford Thornton, Don Cherry, Leroy Jenkins und Grachan Moncur III.
Der letzte Auftritt der Formation war im Jahr 1975.

## Diskographie (Auswahl)
- Communication (Fontana, 1964–1965), mit Michael Mantler, Roswell Rudd, Willie Ruff, Steve Lacy, Jimmy Lyons, John Tchicai, Archie Shepp, Fred Pirtle, Paul Bley, Eddie Gomez, Milford Graves, Carla Bley (arr)
- Communications (JCOA, 1968)
- Numatik Swing Band – Roswell Rudd and The Jazz Composer´s Orchestra (JCOA, 1973) mit Howard Johnson, Bob Stewart, Enrico Rava, Art Baron, Charles Davis, Sue Evans, Beaver Harris, Charlie Haden, Carlos Ward, Dewey Redman, Sheila Jordan, Sirone, Hod O’Brien, Jeffrey Schlegel, Janet Donaruma, Sharon Freeman, Dan Johnson, Lou Grassi, Mike Bresler, Martin Alter, Perry Robinson, Mike Lawrence, Charles Sullivan, Michael Krasnov, Gary Brocks
- Don Cherry Relativity Suite (JCOA, 1973) mit Sharon Freeman, Brian Trentham, Jack Jeffries, Charles Brackeen, Carlos Ward, Frank Lowe, Dewey Redman, Carla Bley, Charlie Haden, Ed Blackwell, Paul Motian, Moki Cherry, Selene Fung, Leroy Jenkins, Joan Kalisch, Nancy Newton, Akua Dixon, Jane Robertson
- Grachan Moncur III  Echoes of Prayer (JCOA, 1974): Hannibal Marvin Peterson, Stafford Osborne, Janice Robinson, Jack Jeffers, Pat Patrick, Perry Robinson, Carlos Ward, Leroy Jenkins, Ngonia, Carla Bley, Mark Elf, Cecil McBee, Charlie Haden, Beaver Harris + The Tawana Dance Ensemble : Titos Sompa, Coster Massamba, Malonga Quasquellourd, Jakuba Abiona, Frederick Simpson, Jeanne Lee, Mervine Grady, Keith Marks, Toni Marcus